# Orcinus paleorca
Orcinus paleorca és una espècie extinta de cetaci de la família dels delfínids que visqué a l'oceà Pacífic durant el Plistocè inferior, fa entre 0,8 i 1,8 milions d'anys. Se n'han trobat restes fòssils al Japó. Era un parent proper de l'orca.

## Descripció
L'holotip és una dent cònica provinent del maxil·lar superior dret o el maxil·lar inferior esquerre d'un individu adult. El fragment de dent fa 5 cm d'alçada (l'alçada total podria haver estat el doble). En comparació, l'orca té les dents de 8 cm d'alçada i 2,5 cm de diàmetre. Igual que passa en el seu parent modern, la dent mancava de cement. Tanmateix, a diferència de l'orca, O. paleorca tenia l'arrel rodona en comptes d'ovalada i la polpa s'estenia més cap enrere que cap endavant.

## Paleobiologia
Les espècies d'Orcinus, com altres llinatges marins depredadors, podrien haver anat escalant la cadena alimentària. O. citoniensis, d'aspecte més primitiu, hauria pescat peixos grossos, mentre que l'orca és capaç d'atacar balenes grosses.
Els dipòsits del Plistocè mitjà indiquen un clima temperat càlid i boscos temperats a terra. La diversitat de mamífers marins inclou O. paleorca, una espècie indeterminada d'Orcinus, el misticet Mizuhoptera, un delfínid no identificat, la falsa orca Pseudorca yokoyamai, la morsa fòssil Odobenus mandanoensis, una espècie indeterminada d'Eumetopias i la vaca marina de Steller (Hydrodamalis gigas), extinta al segle xviii. Així mateix, hi havia el tauró blanc (Carcharodon carcharias) i Cosmopolitodus hastalis, avui extint.